# 40. oklepna divizija (ZDA)
40. oklepna divizija (izvirno angleško 40th Armored Division) je bila oklepna divizija Kopenske vojske ZDA.